# Der Brief einer Toten
Der Brief einer Toten ist ein österreich-ungarisch-deutsches Stummfilmdrama aus dem Jahre 1917 mit Magda Sonja in der Hauptrolle. Regie führte Fritz Freisler.

## Handlung
Graf und Gräfin Hohenau leben als Ehepaar mit kleinem Sohn in harmonischer Eintracht in ihrem winterlich eingeschneiten Bergschloss. Als der Graf eines Tages mal wieder außer Haus ist, macht sich der lüsterne Schlossdiener Jim Burns an die Hausherrin heran, die sich nur mühsam seiner Avancen erwehren kann. Mit vorgehaltenem Revolver fordert sie den maßlosen Butler auf, sich augenblicklich aus dem Raum zu entfernen. Wenig später setzt Gräfin Thea einen Abschiedsbrief an ihren Mann auf, in dem sie die Gründe dafür darlegt, weshalb sie freiwillig aus dem Leben scheiden will. Dann geht sie in den schneebedeckten Wald in Richtung Berggipfel und stürzt sich von dort in die Tiefe.
Als der Graf nach seiner Reise heimkehrt, wundert er sich über das Verschwinden seiner Gattin. Mit der Dienerschaft macht er sich auf die Suche und findet ihren vom Sturz zerschmetterten Körper in der Wildnis. Er trägt seine tote Frau zurück ins Schloss und liest dort die Zeilen, die seine Thea ihm als letzten Abschiedsgruß hinterlassen hat. Im Brief der Toten steht, dass Thea nach dem Tode ihres Vaters plötzlich mittellos dastand und sich um Arbeit bemühen musste, die sie als Erzieherin auf einem Gutshof schließlich auch fand. Doch der verheiratete Gutsherr stellte ihr nach. Obwohl sie ihn abwies, wollte dessen Gattin sie auf dem Hof nicht länger dulden, und so musste Thea weiterziehen. Anschließend irrte sie durch die Straße der Stadt und brach schließlich, erschöpft und hungrig, zusammen. Ein gewisser Jim Burns entdeckte sie in diesem Zustand, sammelte sie von der Straße auf und fuhr sie mit seinem Auto in sein Heim.
Rasch musste Thea feststellen, dass sie unter Ganoven geraten war. Sie türmte durch ein Fenster aus der Villa und landete in dem sie umgebenden Park, wo sie Burns kurz darauf wieder aufklaubte und ins Haus zurückverfrachtete. Der Verzweiflung nah, wollte Thea sich umbringen, doch auch dieser Plan wurde vereitelt. Burns zwang sie seitdem, sich reichen Herren an den Hals zu werfen, um diese dann später auszunehmen. Einmal jedoch geriet der Ganovenbande und mit ihr auch Lockvogel Thea in einen polizeilichen Hinterhalt, und alle wurden als Trickdiebe verhaftet und verurteilt. Es folgte eine Gefängnisstrafe, die sie wie auch Jim Burns bis zu Ende verbüßen musste.
Wieder in Freiheit, beschloss Thea, ihrem Leben einen neuen Sinn zu geben. Sie las eine Annonce, in der von der alten Gräfin Hohenau eine Gesellschafterin gesucht wurde. Dabei lernte sie auch den jungen Grafen Hohenau kennen, der ihr späterer Ehemann werden sollte. Es folgten lange Jahre des Eheglücks, bis Herr und Frau Gräfin in einem Hotel auf den schurkischen Jim Burns stießen. Der aber setzte Thea bald mit seinem Wissen über beider gemeinsame Vergangenheit unter Druck und verlangte von ihr, dass sie ihn als Diener in das Hohenau-Schloss holen sollte. Solange Graf Hohenau in der Nähe war, hielt sich Burns mit etwaigen Annäherungsversuchen zurück, sobald dieser aber das Schloss verließ, war Thea Jims Zudringlichkeiten ausgesetzt. Als sie sich seiner zuletzt nur noch mit dem Revolver erwehren konnte, reifte in ihr der Entschluss, sich das Leben zu nehmen. Erschüttert verlässt Graf Hohenau nach dem Ende des Briefes das Zimmer, und Burns stürzt sich auf das Schreiben, um zu erfahren, ob Thea ihn verraten habe. Jim nimmt sich daraufhin einen Schlitten und versucht zu fliehen, verfolgt vom Grafen auf seinem Pferd. Der Schurke setzt seine Flucht zu Fuß fort, bis er schließlich von Graf Hohenau gestellt wird. Bei einem Zweikampf auf Leben und Tod stürzt Jim Burns in die Tiefe und stirbt.

## Produktionsnotizen
Der Brief einer Toten entstand im Winter 1916/17 und wurde im April 1917 uraufgeführt, Massenstart war am 12. Oktober 1917 in Wien. Der Film besaß eine Länge von 1568 Metern, verteilt auf vier Akte.
Arnold Pressburger übernahm die Produktionsleitung.

## Kritik
In Wiens Neue Kino-Rundschau heißt es: „Handlung, Technik und Schauspielkunst wetteifern miteinander in ihren Darbietungen. Was das Sujet betrifft so wird das Urteil wohl einstimmig dahingehen, daß es sich wie kein zweites für den Film eignet ...“